# Наїнсух
Наїнсух (*прибл. 1710 —1760) — індійський художник, представник живопису Пахарі.

## Життєпис
Походив з мистецької родини Сеу. Народився у м. Гулер (сучасний штат Хімчадал-прадеш). Син художника Пандіта Сеу. Спочатку навчався у свого батька та старшого брата Манаку. Згодом на відміну від батька та брата став використовувати у своїх картинах традиції могольської мініатюри.
Приблизно у 1740 році переїздить на запрошення раджи Міан Зоравар Сінґха до м. Яскота, де сформувався як самостійний майстер. Тут йому надав покровительство раджа Балвант Сінґх. У 1763 році переходить на службу до Амріт Пала, раджи Бахослі. Тут Наїнсух фактично заснував школу бахослі з живопису пахарі. Справу художника продовжили його сини.

## Творчість
Доробок Наїнсуха становить близько 100 мініатюр, проте більша частина з них була втрачена. Розквіт творчості художника припадає на період з 1740 до 1763 роки. На відміну від школи Гулер намагався реалістично передати людей та навколишню природу. Його мініатюри відрізняють чутливість, намагання передати настрої героїв. Сюжети узяті з епосів «Махабхарата» та «Рамаяна», а також «Гіти Говінди».

## Родина
- Кама (1735–1810)
- Гаудху (1740–1820)
- Нікка (1745–1833)
- Ранджа (1750–1830)